# Lista de prefeitos de Pedra Lavrada
Esta é a lista de prefeitos do município de Pedra Lavrada, estado brasileiro da Paraíba.
| Nº | Nome                                    | Imagem                | Partido                                          | Início do mandato       | Fim do mandato         | Observações     |
| 1  | Antônio Cordeiro Neto, Lele             |                       | Partido Social Democrático PSD                   | 13 de janeiro de 1959   | 30 de janeiro de 1963  | Prefeito eleito |
| 2  | José Vasconcelos Meira                  |                       | PDC                                              | 31 de janeiro de 1963   | 30 de janeiro de 1968  | Prefeito eleito |
| 3  | Heronides Meira de Vasconcelos          |                       | Movimento Democrático Brasileiro MDB             | 31 de janeiro de 1968   | 30 de janeiro de 1973  | Prefeito eleito |
| 4  | Manoel Rodrigues de Lima                |                       | Aliança Renovadora Nacional ARENA                | 31 de janeiro de 1973   | 31 de janeiro de 1977  | Prefeito eleito |
| 5  | Genival de Azevedo Mélo                 |                       | Aliança Renovadora Nacional ARENA                | 1° de fevereiro de 1977 | 31 de janeiro de 1983  | Prefeito eleito |
| 6  | Manoel Rodrigues de Lima                |                       | Partido Democrático Social PDS                   | 1° de fevereiro de 1983 | 31 de dezembro de 1988 | Prefeito eleito |
| 7  | Sebastião de Vasconcelos Porto, Tinan   |                       | Partido Liberal PL                               | 1º de janeiro de 1989   | 31 de dezembro de 1992 | Prefeito eleito |
| 8  | João de Melo Azevedo                    |                       | Partido Liberal PL                               | 1º de janeiro de 1993   | 31 de dezembro de 1996 | Prefeito eleito |
| 9  | Sebastião de Vasconcelos Porto, Tinan   |                       | Partido do Movimento Democrático Brasileiro PMDB | 1º de janeiro de 1997   | 31 de dezembro de 2000 | Prefeito eleito |
| 9  | Sebastião de Vasconcelos Porto, Tinan   | 1º de janeiro de 2001 | Partido do Movimento Democrático Brasileiro PMDB | 31 de dezembro de 2004  | Prefeito reeleito      |                 |
| 10 | José Antônio Vasconcelos da Costa, Tota |                       | Partido da Frente Liberal PFL                    | 1º de janeiro de 2005   | 31 de dezembro de 2008 | Prefeito eleito |
| 10 | José Antônio Vasconcelos da Costa, Tota | Democratas DEM        | 1º de janeiro de 2009                            | 31 de dezembro de 2012  | Prefeito reeleito      |                 |
| 11 | Roberto José Vasconcelos Cordeiro       |                       | Partido Socialista Brasileiro PSB                | 1º de janeiro de 2013   | 31 de dezembro de 2016 | Prefeito eleito |
| 12 | Jarbas de Melo Azevedo                  |                       | Partido Social Democrático PSD                   | 1º de janeiro de 2017   | 31 de dezembro de 2020 | Prefeito eleito |
| 13 | José Antônio Vasconcelos da Costa, Tota |                       | Democratas DEM                                   | 1º de janeiro de 2021   | 31 de dezembro de 2024 | Prefeito eleito |
| 13 | José Antônio Vasconcelos da Costa, Tota | União Brasil UNIÃO    | 1° de janeiro de 2025                            | Atualidade              | Prefeito reeleito      |                 |